# Saâd Aouissi
Saâd Aouissi, né le 10 avril 1955, est un homme politique algérien. Membre du Front de libération nationale, il fut député de la troisième (1987-1992) législature.